# Jessica Biggs
Jessica Biggs (* 1990) ist eine kanadische Biathletin.
Jessica Biggs lebt in Winnipeg, studiert an der University of Manitoba Ingenieurwissenschaften mit Spezialisierung auf Luftfahrt und startet für Biathlon Manitoba. Bei den Kanadischen Biathlonmeisterschaften 2010 in Canmore errang sie hinter Yolaine Oddou und Tana Chesham die Bronzemedaille im Verfolgungsrennen der Juniorinnen. 2011 nahm sie an den Canada Games teil und belegte die Ränge acht im Einzel, 12 im Sprint und 14 in der Verfolgung. Im Whistler Olympic Park in Whistler nahm sie im Rahmen der Nordamerikanischen Meisterschaften im Biathlon 2013 an ihrer ersten kontinentalen Meisterschaft bei den Frauen teil. Im Sprint wurde sie 13., im Verfolgungsrennen und Massenstart erreichte Biggs zehnte Plätze. In der Gesamtwertung des Biathlon-NorAm-Cup 2012/13 wurde sie 13.
Neben dem Studium arbeitet Biggs als Juniorentrainerin und wurde 2013 für ihr Engagement in diesem Bereich mit der Queen’s Diamond Jubilee medal ausgezeichnet.